# Кошаки
Кошаки (на словенски: Košaki) е село в Словения, Подравски регион, община Марибор. Според Националната статистическа служба на Република Словения през 2002 г. селото има 981 жители.